# En behagelig Spadseretur
En behagelig Spadseretur er en dansk stumfilm fra 1909 produceret af Nordisk Films Kompagni og instrueret af Viggo Larsen efter manuskript af A. Hammer.

## Handling
Herr Petersen er på spadseretur. Hatten blæses af og ryger i havnen. Han køber straks en kasket af et bybud, men opdager på hjemtuen, at andre antager ham for at være et bybud. Han kommer hjem og overvejer at skifte profession, men ægtefællen får ham overbevist om, at "ude er fest, men hjemme er bedst".

## Medvirkende
- Petrine Sonne